# Liste de drogmans
Il a existé dans la capitale ottomane, ainsi que dans les territoires voisins, plusieurs centaines de drogmans, appelés aussi dragomans, au service des ambassades européennes, peut-être un millier entre le XVIe siècle et le début du XXe siècle. La fréquence d'apparition de certains noms de familles montre l'existence de véritables dynasties, telles les Chabert, Crutta, Dantan, Deval, Fleurat, Fonton, Fornetti, Pisani, Roboly, Salvago, Tarsia, Testa, Timoni, Wiet.
Voici une liste de drogmans :
- Jean-Baptiste Adanson (1732-1803), français d'origine Écossaise, chancelier et orientaliste
- Janus Bey
- Wojciech Bobowski (1610-1675), polonais
- Stefan Bogoridi (1775/1780-1859), bulgare
- Armand-Pierre Caussin de Perceval (1795-1871), français
- Charles Simon Clermont-Ganneau (1846-1923), français
- Alexandre Deval (1716-1771), français
- Constantin Deval (1767-1816), français
- Rigas Feraios (1757-1798), grec d'origine aroumain
- Charles Fonton (1725-1793), français, drogman de France et musicologue
- Gaspar Graziani (1575/1580-1620), croate
- Constantin Hangerli (-1799), grec
- Martin Hartmann (1851-1918), allemand
- Auguste de Jaba (1801-1894), polonais-lituanien-russe, diplomate orientaliste
- Nassif Mallouf (1823-1865), lexicographe
- Manouk Bey (1769-1817), arménien
- Gaspard Momartz (1696-1761), hollandais, premier drogman d'Autriche
- Antoine de Murat (environ 1739-1813), arménien, drogman de Suède et musicologue
- Alfred-Ange, comte de Rosmorduc (1819-1881), français
- Pierre Ruffin (1742-1824), grec
- Johann Amadeus Franz de Paula, Baron Thugut (1736-1818), autrichien

## Grands drogmans grecs de la Sublime Porte
- 1661-1673 : Panagiótis Nikoússios, dit Mamona, considéré comme le premier « Grand Drogman » de la Sublime Porte.
- 1673-1709 : Alexandre Mavrokordatos (1641-1709),
- 1709-1710 : Nicolas Mavrocordato (1670-1730),
- 1710-1717 : Jean Mavrokordatos (1684-1719),
- 1717-1727 : Grégoire II Ghika  (1695-1752)
- 1727-1741 : Alexandre Ghika son frère, (1698-1741) décapité en 1741.
- 1741-1750 : Ioan Teodor Callimachi,
- 1751-1752 : Mathieu Ghika (1728-1756).
- 1752-1758 : Jean Théodore Kallimachis,
- 1758-1764 : Grégoire III Ghica exécuté en 1777,
- 1764-1765 : Georges Caradja mort en 1765
- 1765-1768 : Scarlat Caradja
- 1768-1769 : Nicolas Soutzo, exécuté en 1769.
- 1769-1770 : Michel Racoviţă (mort en 1770).
- 1770-1774 : Scarlat Caradja rétabli (mort en 1780)
- 1774-1774 : Alexandre Ypsilantis (1725-1807),
- 1774-1777 : Constantin Mourousis mort en 1787
- 1777-1782 : Nicolas Caradja (1737-1784)
- 1782-1783 : Mihail Ier Soutzo (1730-1802), frère de Nicolas Soutzo
- 1783-1785 : Alexandre II Mavrokordatos (1754-1819),
- 1785-1788 : Alexandre Callimachi (1737-1821),
- 1788-1788 : Constantin Ralli,
- 1788-1790 : Emanuel Caradja mort en 1799.
- 1790-1792 : Alexandre Mourousis (1740-1816),
- 1792-1794 : Georges Mourousis
- 1794-1795 : Alexandre Callimachi (1737- assassiné le 12 décembre 1821),
- 1795-1796 : Georges Mourousis exécuté en 1796.
- 1796-1799 : Constantin Ypsilántis,
- 1799-1801 : Alexandre Soutzo (1758-1821) fils de Nicolas Soutzo.
- 1801-1806 : Sarlat Callimachi (1773- exécuté le 25 octobre 1821),
- 1806-1807 : Alexandre Chantzeries
- 1807-1807 : Alexandre Soutzo (1781-1807), fils de Nicoles Soutzo, exécuté en 1769.
- 1807-1807 : Alexandre Soutzo, fils de Michel I Soutzo
- 1807-1808 : Ioannis Caradja, fils de Nicolas Caradja.
- 1808-1812 : Dimitrios Mourousis décapité le 25 octobre 1812.
- 1812-1812 : Jean Georges Caradja (mort en 1844),
- 1812-1817 : Iácobos Argyrópoulos
- 1817-1818 : Michel II Soutzo, petit-fils de Michel I Soutzo
- 1819-1821 : Ioannis Callimachi exécuté en octobre 1821, fils d'Alexandre Kallimachis
- 1821-1821 : Constantin Mourousis exécuté le 4 avril 1821.
- 1821-1821  : Stavrakis Aristarchis exécuté en 1821.

## Drogmans de la Flotte
- 1701-1710 : Ioannakis Porfyritis
- 1713-1716 : Constantin Ventoura
- 1731-1743 : Georges Ramadani
- 1744-1750  : Nicolas  Mavrogénis
- 1756-1759  : Nicolas  Mavrogénis
- 1763-1763  : Stefanos Dimakis
- 1764-1765  : Constantin Moruzi puis Grand drogman et Prince de Moldavie
- 1765-1765  : Stéphane Mavrogénis ;
- 1765-1767  : Nicolas Roseti ;
- 1767-1768  : Manuel Argyropoulos ;
- années 1770 : Nikólaos Mavrogénis ;
- 1775/1780-1859 : Étienne Vogoridès
- 1790-1797 : Constantin Hangerli exécuté en 1799 ;
- 1797-1799  : Alexandre Soutzo
- 1799-1800 : Ioannis Caradja, fils de Nicolas Caradja, par la suite Grand drogman ;
- 1801-1803 : Ioannis Callimachi, fils d'Alexandre Kallimachis, par la suite Grand drogman exécuté 1821 :
- 1803-1806 : Panayotte Mourousis ;
- 1806-1807 : Michel Hangerli, fils de Constantin ;
- 1809-1810 : Panayotte Mourousis rétabli et exécuté en 1812 ;
- 1810-1811 : Michel Hangerli, rétabli puis décapité en 1821 ;
- 1811-1816 : Constantin Mavrogénis ;
- 1816-1818 : Michel Mano exécuté en 1821 ;
- 1818-1821 : Nicolas Mourousis exécuté en 1821